# Episodi di Yin Yang Yo!

## Stagione 1
1. Due fratellini Woo Foo / La piccola, stupida roccia
2. Un telecomando per due / Vecchio, è bello!
3. Yuck, il terzo fratello / Lo scarafaggio d'acciaio
4. Le magiche mutande Woo Foo / Per mille puzzette
5. Starnuti pericolosi/ La fata bugia
6. Gli occhiali magici/ L'aura Woo Foo
7. Un fidanzato per Yin / Una festa al dojo
8. Fretta di crescere / Storia di bambole
9. La fantastica valle dei Bi-corni / La strega delle nevi
10. Il Torneo di Palla Marziale
11. Tre gatte da domare / Fastidious il criceto
12. Pirati attraenti / Master Yo si fidanza
13. Paura in bianco e nero / Buona fortuna
14. Ventiquattro ore di pace / In un mare di debiti
15. La terra di Bolla-Wolla / Il grande libro Woo-Foo proibito
16. La bugia di Dave / La missione segreta
17. La bacchetta delle pulizie / 6x8 Asino Cotto
18. ...E vai col rock! / Il tornado dell'apprendimento
19. Un regalo per Master Yo / Panda rapimento
20. Cattive compagnie / La partenza di Master Yo
21. Le cattive abitudini / Una piccola goccia di male
22. Una lezione per Yang / Yin e Yang in giudizio
23. Viaggio all'interno di Yo / Due conigli e un bebè
24. Ufficialmente grandi / Una ragazza famosa
25. Chi ha incastrato Yin e Yang?
26. Il tradimento di Coop

## Stagione 2
1. Il liquido oscuro/ I soliti esclusi
2. Amici per la pelle / Yin-credibile
3. Il guastafeste / Un atto di amicizia
4. Un briciolo di cervello / Lezione di funk
5. Il braccialetto magico / Una cotta per Yang
6. Un cocktail esplosivo / Autocontrollo
7. Un nuovo studente / Un gioco con le età
8. I fanatici dei fumetti / Il quartier generale
9. Giocattoli pericolosi / Isolati
10. Deja Foo
11. Fidanzata per un giorno
12. La giusta decisione / Evoluzioni acrobatiche
13. Il compleanno di Master Yo / Il popolo degli Smorks
14. Il prescelto / Lavoro o diletto?
15. Lezioni di vita / Sentimenti all'appello
16. Un fratello per Yang / Roger... passo e chiudo
17. Risate o denti rotti? / Il telecomando magico
18. Il macio con la gonna / Controversie spaziali
19. L'arte del Clown-Foo / Attacco felino
20. Mission Yinpossible / Il coniglio invisibile
21. Nemici per la pelle / Zombi Party
22. La fabbrica di pretzel / Bando alle danze
23. Il meglio di Yuck / Passeggiata nel bosco
24. Fuga dal Futuro Oscuro
25. Una vita da orso / L'ombra del padrone
26. Per l'amor di Vongolio / Una fidanzata su misura
27. La vita segreta di Opossum Panda /Un panda di riserva
28. La notte di Hallowürstel
29. Fine dei giochi / Il nemico bussa alla porta
30. L'Yindianapolis 500 / Problemi di personalità
31. Extra formaggio / Una lezione di autostima
32. Roboticus Maximus / Cervello di manzo
33. Woo Foo Ciak / Addio alla civilizzazione
34. Il cofanetto magico / Il Carl della giungla
35. Si lavi chi può / Comandante imbroglione
36. Yin, Yang... e Tu
37. Invitati d'assalto / Amici nell'ombra
38. Doppia missione
39. Yin Yang e Chi?